# Українська греко-католицька парафія в Желіхово-Циганку
54°14′29″ пн. ш. 19°08′34″ сх. д. / 54.2414° пн. ш. 19.1428° сх. д.
Греко-католицька парафія св. Миколая в Желіхово-Циганку на Жулавах — українська греко-католицька парафія. Офіційно зареєстрована 15 лютого 1992 р.. Парафія належить до Перемишльсько-варшавської парафії і знаходиться на території Ельблонзького деканату. Парафія утворилася для депортованих в рамках польської злочинної комуністичної акції «Вісла» українців — греко-католиків в 1947 р. Першим настоятелем був отець митрат Василь Гриник. З 2016 р. при парафії діє організація «Академія святого Миколая». Богослужіння відбуваються в храмі святого Миколая, що походить з XIV ст. і належить парафії.

## Історія парафії

### Походження парафіян

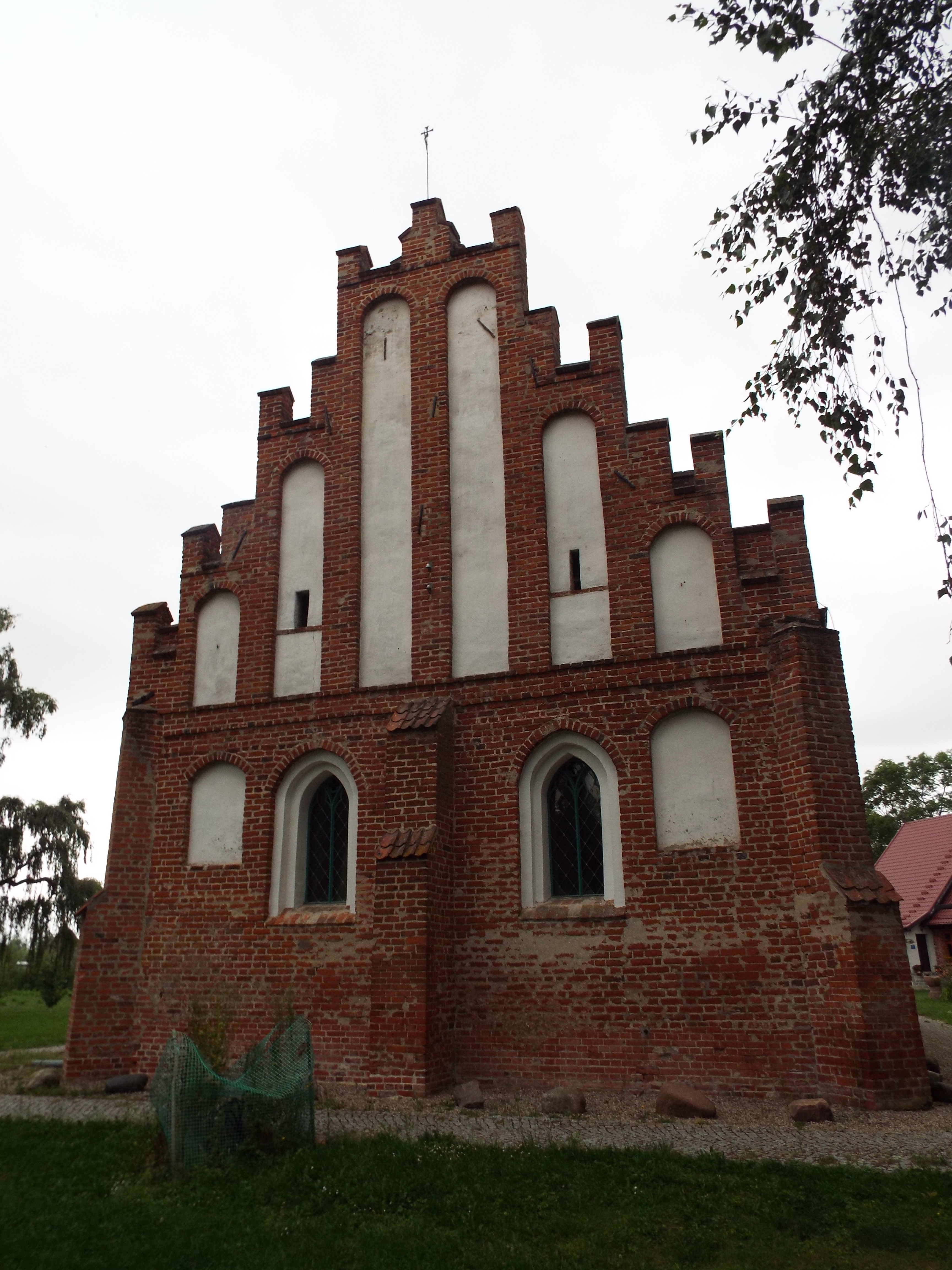
Греко-католицька церква св. Миколая в Желіхово-Циганку -садиба однойменної української парафії на Жулавах. Фото Івана Парнікози, 2019 р.

Переселенці «W» — українці на теренах Помор'я, Вармії та Мазур в рамках депортації були розселені дуже нерівномірно. В липні 1947 р. на Жулави прибуло 115 греко-католицьких родин, депортованих з сіл: Угринів, Корні, Мости i Тенетиска. Їх розселено в гміні Осташево (Ostaszewie: Gniazdowie, Nowej Cerkwi, Palczewie, Jezierniku) — 36 родин, Маженціно (Marzęcino) — 32 родини, Янтарі (Jantarze) — 11 родин, Пшемиславі (Przemysawiu) — 10 родин, Стеґні (Stegnie) і Стеґенці (Stegience) — 9 родин, Ґлобиці (Globicy) — 5 родин, Штутові (Sztutowie) — 2 родини, Бронові (Bronowie) — 4 родини, які походили з місцевості Мости. Частина з цих родин після 1958 р. повернулася на рідні землі.

### Перші богослужіннія в Новому Дворі-Гданському
У 1947 р. при лютеранському костелі в Новому Дворі утворилася православна парафія. О. Зайонц (римсько-католицький декан в Новому Дворі-Ґданському) намагаючись відтягнути греко-католиків від православ'я, звернувся до отців василіан у Варшаві (їх осередок за комуністичної влади зберігся) з проханням визначення пастиря для греко-католиків в Новодворському повіті. Отець П. Пушкарський (тогочасний пріор) запропонував особу Василя Гриника. Виконуючи служби в латинському обряді, о. Василь з 1948 р. почав регулярно відправляти в Новому Дворі-Ґданському для депортованих українців в неділю та більші свята по юліанському календарю (за дозволом пробоща з Нового Двору о. Зайонца) греко-католицькі служби. В перший раз богослужіння в східному обряді він відправив перед Великоднем 07.04.1948 р. «В свято Благовіщеня в парафіяльному костелі в Новому дворі Ґданському відправив першу службу з церковним співом — згадував потім священик — на першій нашій службі людей не прийшло багато, бо не всі греко-католики були поінформовані про час та місце». На наступну службу — Великодню — 19 квітня 1948 р. кількість значно зросла і на наступні служби стало прибувати все більше людей і не тільки з Жулав.
У зв'язку з неприхильністю місцевої влади, о. Василь Гриник змушений був робити проповіді польською мовою. Навесні 1952 р. він повністю перейшов на служіння в греко-католицькому обряді.

### Початки парафії у Желіхово-Циганку
Згодом Василь Гриник перебрався до Желіхово-Циґанка, де 14 березня 1952 р. відправив першу літургію Івана Золотоустого в місцевому костелі св. Миколая.
20 квітня 1954 р. о. митрат Василь Гриник був арештований з оскарженням у переховуванні партизанів. Священник перебував у в'язниці «Вронкі» біля Познані два роки і чотири місяці. Під час його відсутності комуністична влада закрила церкву св. Миколая а на плебані оселили циган. Після повернення отця Василя з в'язниці необхідно було через суд відсудити частину плебані (другу залишили циганській родині).
16 липня 1968 р. на парафію прийшов о. Михайло Вергун, a о. митрат Василь Гриник був переведений до своєї рідної парафії, де 31 травня 1977 р. помер. В тих роках церквою в Циганку користувалися також місцеві прихожани римо-католики, які підступом переписали храм та плебанію собі у власність.
11 червня 1978 р. в церкві в Циґанку вибухла пожежа. Було знищено захристію та дах. Швидке втручання та жертовність парафіян дозволили швидку і добру відбудову храму. О. Михайло Вергун закінчив свою працю в парафії Циганек 12 липня 1981 р. і теж переїхав до Перемишля. Тут він помер 3 листопада 1982 р.

### Хронологія парафії
Новим пробощем парафії у 1981 р. став о. Михайло Бундзь, який перебував у Циганку майже 10 років. Він провів невеликий ремонт церкви, поставив іконостас та у 1985 р. почав «Малу Сарепту» — відзначення пам'яті св. Йосафата, що продовжується і зараз.
У 1990 р. на парафію в Циґанку прибули отці студити — ієромонахи Никодим Стецюра Якуб Мадзелян та брат Мирон Спольский. 7 липня цього ж року помер Никодим Стецюра і був похований поблизу церкви. У 1993 р. служіння в парафії розпочав о. Богдан Дрозд — настоятель парафії св. Варфоломія у Ґданську, який сюди приїздив.
Від 1995 до 2000 р. на парафії працював Ростислав Процюк, священник з України. В цей час утворено дві дієцезії греко-католицької церкви в Польщі Перемишльсько-Варшавську та Вроцлавсько-Гданську (Циґанек, як і усі парафії Ельблонзького деканату належить до першої).
В день Спаса 2000 р. своє служіння в Циґанку розпочав Іван Марияк. З 27 лютого 2014 р. декретом Перемишльсько-Варшавського митрополита архієпископа Івана Мартиняка, адміністратором, а з 1 липня того ж року настоятелем парафії став о. Павло Потічний.

### Сучасний стан парафії
Протягом 56 років в парафії відбулися істотні зміни — значно зменшилась кількість парафіян у ґмінах Маженцино і Осташево. Натомість, збільшилася кількість парафіян в надморських місцевостях, таких як Стеґна чи Янтар. З парафії Циґанек — родоначальниці інших в цьому регіоні — вийшло багато видатних людей, заслужених для української культури та греко-католицької церкви. За часів о. митрата Василя Гриника тут вирорстали майбутні діячі і вчені родом з Корнів: Мирослав Вербовий з Осташева — у студентські роки (в 1958—1963 роках навчався у Київському університеті) був кур"єром о. Василя Гриника, перевозив для священників в Україні, що повернулися із заслання одяг та іншу допомогу), в 1963 році у цьому храмі о. Василь Гриник його вінчав. Він же довголітній головний редактор газети «Наше слово» у Варшаві (1980—1992 і 2002—2007) та тижневика «Українське слово» у Києві (1992—2000); його ім"я носить іменна стипендія на Факультеті журналістики Українського католицького університету у Львові; проф. Познанської політехніки Ярослав Вербовський з Гняздова; інженер Іван Матвіїшин з Глобіци (родом з Малих Мостів) — випускник Краківської гірничо-металургійної академії. З цієї ж парафії походить кілька греко-католицьких священників: о. Богдан Степан, о. Андрій Вербовий (Канада), о. Григорій Назар, о. Ярослав Стороняк та о. Роман Стороняк. У 2018 р. розпочалася відбудова вежі церкви св. Миколая.
2012 року вірні святкували шістдесятиліття своєї парафії. Під час урочистості було відкрито пам'ятну дошку на честь першого настоятеля парафії — подвижника відбудови греко-католицької церкви у Польщі Василя Гриника. Також можна було оглянути виставу вишивок, приготовану настоятелем в костельній крипті. Представлені вишиванки — результат тренінгів з вишивання, котрі тривали від лютого до кінця вересня 2016 р. в парафії. Їх було організовано як форму розваги та реабілітації для старших осіб. З 27 лютого 2014 р. декретом Перемишльсько-Варшавського митрополита архієпископа Івана Мартиняка адміністратором, а з 1 липня того ж року настоятелем парафії став отець Павло Потічний, який виконує ці обов'язки на цей час. Парафія збирає біля 100 родин з Новодворського повіту. Вона включає: місто і гміну Новий Двір, місто і гміну Криниця Морська, гміну Осташево, гміну Стегна, а також Штутово.